# GC-45
Die GC-45 (Gun Calibre 45) ist eine gezogene Feldhaubitze des Kalibers 155 mm aus kanadischer Produktion. Obwohl die GC-45 nur in geringer Stückzahl produziert wurde, gilt sie als wegweisende Konstruktion für die Artillerie der 1990er-Jahre.

## Entwicklung
In den 1960er Jahren leitete der kanadische Ingenieur Gerald Bull das High Altitude Research Project. Im Rahmen dieses Projektes wurde versucht, mit einer Weltraumkanone Projektile in den Satellitenorbit zu schießen. Nachdem die Vereinigten Staaten und Kanada die finanzielle Unterstützung für das HARP-Projekt einstellten, gründete Gerald Bull Anfang der 1970er Jahre in Québec die Space Research Corporation. Mit dieser Firma wollte Gerald Bull ein 155-mm-Artilleriegeschütz entwickeln, das über eine bis dahin unerreicht große Schussweite verfügen sollte. Im Jahr 1975 begann er dort mit der Entwicklung der GC-45. Dazu untersuchten die Entwickler die deutsche 21-cm-Kanone 12 (E) aus dem Zweiten Weltkrieg. Insbesondere analysierten sie die verwendeten Geschosse und deren Flugbahnen. Daraus resultierten die Entwickler, dass mit einer Kombination aus einem langen Geschützrohr und aerodynamisch optimal geformten Geschossen, welche mit einer hohen Mündungsgeschwindigkeit verschossen werden, sich sehr große Schussdistanzen erzielen ließen. Bei der Konstruktion des ersten Prototypen griffen die Entwickler auf vorhandene Komponenten von Artilleriegeschützen zurück. Daraus wurde ein Geschütz mit einem Geschützrohr mit 45 Kaliberlängen (L/45) sowie einer vergrößerten Ladungskammer konstruiert. Gegenüber dem damaligen internationalen Standard mit einem Ladungskammer-Volumen von 21 Liter wurde die GC-45 mit einer Ladungskammer mit einem Volumen von 23 Liter versehen, um stärkere Treibladungen hinter das Geschoss laden zu können. Im Jahr 1978 war der erste Prototyp erstellt. Im selben Jahr gründete Gerald Bull die Space Research Corporation International in Belgien. Dort wurde zusammen mit Poudreries réunies de Belgique (PRB) für das neue Geschütz eine neue Munitionsfamilie von reichweitegesteigerten Extended-Range-Full-Bore-Geschossen (ERFB) entwickelt und produziert. Ebenso erfolgte eine erste Bestellung über zwölf GC-45-Geschütze. Nachdem Gerald Bull im Jahr 1980 wegen Verletzung des UN-Waffenembargo gegen Südafrika angeklagt wurde, musste er seine Firma SRC schließen. Nach dem Erlöschen von SRC wurde die Produktion der GC-45 zu VÖEST (später Noricum) in Österreich verlegt. Dort erfuhren die Geschütze weitere Anpassungen und wurden unter der Bezeichnung GHN-45 für den Export gebaut. Nach dem Noricum-Skandal wurde die GHN-45 weiter durch T & T Technology Trading Ltd aus der Schweiz zum Export angeboten. Etwa zur selben Zeit erfolgte von Gerald Bull ein Technologietransfer an verschiedene andere Firmen und die GC-45 diente dort als Ausgangsmodell für weitere Geschützentwürfe. So basieren die Geschütze Soltam M845 aus Israel, WAC-21 (PLL01) aus der Volksrepublik China, FGH-155/45 aus Spanien, FH-88 aus Singapur, T196 aus Taiwan, M-84 aus Jugoslawien sowie das G5 aus Südafrika auf dem Entwurf der GC-45. Im Jahr 1982 lag der Preis für ein GC-45-Geschütz bei rund 512.000 US-Dollar.

## Name
Das Akronym GC-45 steht für Gun Calibre 45 (deutsch Geschütz Kaliberlänge 45). Fälschlicherweise wird es auch als Gun, Canada, 45-calibre oder ähnlich interpretiert. Weiter wird auch von dem Spitznamen „Bull“, genannt nach dem Konstrukteur berichtet.

## Varianten
- GC-45: Ursprungsentwurf aus Kanada
- GHN-45: Weiterentwickelte Ausführung, produziert in Österreich und Belgien
- FGH-155: Prototypen mit modularem Aufbau für Geschützrohre L/39, L/45, L/50 und L/52.

## Technik
Die Konstruktion der GC-45 ist nahezu kompromisslos auf das Erreichen von großen Schussdistanzen ausgerichtet. Während die meisten anderen zeitgenössischen NATO-Geschütze ein Rohr mit 39 Kaliberlängen (L/39) besaßen, verfügte die GC-45 über ein solches mit 45 Kaliberlängen (L/45). Damit und mit der reichweitegesteigerten Munition wurden für ein Geschütz mit Kaliber 155 mm bislang unerreichte Schussdistanzen von bis zu 40 km erreicht. Obwohl die GC-45 seinerzeit eine zum Teil aufsehenerregende Neuerung darstellte, so ist das Geschütz eher als ein Entwicklungsmuster und weniger als ein voll ausgereiftes Serienmodell anzusehen. So erreicht die GC-45 nur eine kurze Rohrlebensdauer und die Zielgenauigkeit mit den ersten ERFB-Geschossen ist gemessen an anderen 155-mm-Geschützen geringer. Auch ist die Geschützkonstruktion nur wenig für eine Serienproduktion geeignet. 
Die GC-45 ist eine konventionelle Feldhaubitze mit Kraftzugsystem. Sie zeigt das übliche Muster einer vierrädrigen Spreizlafette. Die GC-45 wiegt in feuerbereiter Stellung 8220 kg. Die Länge der Feldhaubitze variiert zwischen 9,14 m in gezogener und 13,61 m in feuerbereiter Stellung. Die Höhe (durch das Geschützrohr bedingt) beträgt 3,28 m in der gezogenen Stellung und die Breite auf der Fahrbahn beträgt 2,69 m. Die Bodenfreiheit beträgt 355 mm. Zum Straßentransport können leichte oder mittelschwere Lastkraftwagen mit der Radformel 6×6 verwendet werden. Die maximal zulässige Zuggeschwindigkeit auf der Straße beträgt 90 km/h.

### Geschütz
Das Geschützrohr ist aus hochfestem Stahl und durchgehend autofrettiert. Es ist auf einer zweiachsigen Lafette mit zwei Spreizholmen untergebracht. Die beiden Starrachsen sind durch Ausgleichhebel verbunden. Die Lafette ist aus hochlegiertem Stahl hergestellt. Bei der Rohrwiege sind am Geschützrohr zwei Rohrbremsen und Rückholeinrichtungen montiert. Am Rohrende sind der halbautomatische Schraubenverschluss sowie die Ladungskammer mit einem Volumen von 23 Liter angebracht. Beim Transport sind die Holme nach hinten geklappt und ruhen zum Transport auf zwei Hilfsrädern. In Fahrstellung ist das Geschützrohr um 180° über die Holme in Fahrtrichtung geschwenkt. Der Seitenrichtbereich beträgt je Seite 40°. Der Höhenrichtbereich liegt zwischen −5 und +69°. Neben der Rohrwiege sind auf der linken Seite die Visiereinrichtung sowie weitere Bedienelemente für den Kanonier montiert. Mit einem Zielfernrohr können Ziele auf eine Entfernung von 3 km im Direktschuss bekämpft werden. Hinter dem Verschlussblock ist eine halbautomatische Ladehilfe angebracht. Diese verwendet einen hydraulischen Ketten-Ladestock (Ketten-Stampfer bzw. Förderstempel). Die Ladehilfe führt das Geschoss aus einer Ladeschale zu und setzt sie im Rohr an. Danach werden die Treibladungsbeutel geladen und zugeführt. Die Ladehilfe wird durch einen Hydraulikspeicher angetrieben, der beim Rohrrücklauf der Waffe aufgeladen wird.
Um das Geschütz feuer- oder fahrbereit zu machen, benötigt die achtköpfige Bedienmannschaft wenige Minuten. Beim Schießen sind die Haupträder angehoben und die GC-45 stützt sich vorn auf eine von der Unterlafette abgesenkte Schießplattform. Am Ende der Holme sind zwei selbsteingrabende Erdsporne angebracht, welche die Rückstoßkraft in das Erdreich ableiten. Zusätzlich wird der Rückstoß durch eine Dreikammer-Mündungsbremse gemindert. Der Seitenrichtbereich beträgt 40° je Seite. Der Höhenrichtbereich liegt bei −5 bis +69°.
Der Ladevorgang erfolgt manuell sowie mit Unterstützung der Ladehilfe. Für eine Dauer von 15 Minuten ist eine Schussfolge von vier Schuss pro Minute möglich. Danach muss die Schussfolge, infolge der thermischen Beanspruchung des Geschützrohres, auf zwei Schuss pro Minute reduziert werden.

### Munition
GC-45 verwendet getrennt geladene Munition mit variablen Treibladungsbeuteln (Zonenladungen). Das heißt, das Geschoss und die Treibladung werden nacheinander geladen. Von Poudreries réunies de Belgique (PRB) werden die Zonenladungen vom Typ N10 angeboten. Daneben können auch die NATO-Standard-Treibladungen M3A1 (Zonen 3, 4 und 5), M4A2 (Zonen 3, 4, 5, 6 und 7), M119A1 (Zone 8), M203 (Zone 9) oder M11 (Zone 10) verwendet werden. Zusammen mit der GC-45 kommen die erstmals für dieses Geschütz, von PRB hergestellten Extended-Range-Full-Bore-Geschosse (ERFB) zum Einsatz. Daneben kann die GC-45 nahezu die gesamte 155-mm-NATO-Munition verschießen. Folgende Schussdistanzen werden mit der Munition von PRB erreicht:
| Geschosstyp  | Geschosstyp                                      | Masse   | Füllung    | V0      | Schussdistanz |
| ------------ | ------------------------------------------------ | ------- | ---------- | ------- | ------------- |
| M107         | Sprenggranate                                    | 43,1 kg | 6,6 kg TNT | 830 m/s | 24,7 km       |
| Mk. 10 mod 1 | Extended-Range-Full-Bore-Geschoss                | 45,4 kg | 8,6 kg TNT | 897 m/s | 30 km         |
| Mk. 10 mod 2 | Extended-Range-Full-Bore-Geschoss mit Base Bleed | 47,6 kg | 8,6 kg TNT | 897 m/s | 39 km         |

## Nutzerstaaten
- Israel – 1 Prototyp[4]
- Spanien – 3 Prototypen[4]
- Thailand (Royal Thai Marine Corps) – 12[11]